# Кобра (фильм, 1925)
Кобра (англ. Cobra) — американская мелодрама режиссёра Джозефа Енабери 1925.

## Сюжет
Валентино играет графа Родриго Торриани, итальянского дворянина. Привлекательный вольнодумец, его слабость — женщины — «Кобры», упомянутые в названии фильма.
Родриго принимает приглашение от своего друга Джека Дорнинга приехать в Нью-Йорк, чтобы работать в качестве эксперта антиквариата. Родриго отчаянно хочет встречаться с Марией. Однако, после того, как Элис умирает, он привлекает внимание Марии к Джеку и решает покинуть Нью-Йорк. Фильм заканчивается тем, что Родриго, глядя на море и Статую Свободы, плывет обратно в Европу.

## В ролях
- Рудольф Валентино — граф Родриго Торриани
- Нита Нальди — Элис Ван Зил
- Кассон Фергюсон — Джек Дорнинг
- Гертруда Олмстед — Мари Дрейк
- Гектор Сарно — Витторио Минарди
- Эйлин Перси — Софи Биннер
- Лиллиэн Лэнгдон — миссис Хантингтон Палмер
- Генри А. Берроус — Генри Мэдисон
- Роза Розанова — Мари